# Ønskelisten (sang)
"Ønskelisten" er en julesang af den danske gruppe Shu-bi-dua og er fra deres niende album, Shu-bi-dua 9. Nummeret er indspillet i poprock-stil, mens teksten er en fantasi over et drømmescenarie, hvor krise og politisk mismod i begyndelsen af 80’erne, er erstattet af en regering med Julemanden i spidsen: 
"Hvis han laved' et parti, så ku' vi få hvad vi ka' li', og ønskelisten er så lang, som en stangspringsstang", synger Michael Bundesen og tilføjer senere i sangen: "Tænk hvis hver mand og tænk hvis hver mø, satte sit kryds ved liste Ø". Shu-bi-dua havde i 1982 ingen viden om, at der senere i dansk politik ville opstå et venstrefløjsparti, Enhedslisten, der har "Ø" som partibogstav, derfor benyttes Ø'et i sangteksten og er dermed lig med "Ønskelisten". Nogle fans ser også en kobling til udtrykket "julegavepolitik" i sangen, der er negativt ladet og betyder "ødsel økonomisk politik" og uansvarlighed.
Shu-bi-dua benytter sproglig haplologi i "Ønskelisten", hvilket vil sige at lade to enslydende stavelser i en sætning falde sammen, så der sker en sammentrækning af ord, hvorved to eller tre betydninger opstår. Et eksempel på dette, er linjen "En sygedag karensdyr ha, uden det bliver til lovforslag", hvor "kan rensdyr ha” og begrebet "karens" (arbejdsmarkedsbegreb benyttet på dagpengemodtageres tidsbegrænsede rettigheder i en a-kasse) og "dyr" (modsat "billig") lægges ind i samme ord eller sætning og fører til flere betydninger. Rensdyr relaterer sig til sangens overordnede juletema.

## Udgivelsen og sangens rolle
"Ønskelisten" udkom sammen med 9'eren i december 1982, og da udgivelsen af Shu-bi-dua 9 faldt nogenlunde samtidigt med visningen af tv-julekalenderen Avisen, blev Shu-bi-dua tilbudt at lave en lille introjingle til hvert afsnit. Gruppen valgte at lave nummeret "Shu-bi-dua Kalendersang", der reelt er et musikalsk udpluk af "Ønskelisten" tilsat en ny tekst om julens programmer på radioens P3. "Ønskelisten" har ikke været en fast del af bandets koncerter årene igennem, dog har den ind imellem været spillet når gruppen gav julekoncerter, ligesom den fra tid til anden spilles på DR i radioen. Nummeret indgår også som en del af julealbummet Rap jul & godt nytår (2001).

## Medvirkende
- Michael Bundesen: Sang
- Michael Hardinger: Guitar, kor
- Claus Asmussen: Guitar, kor
- Kim Daugaard: Bas, kor
- Willy Pedersen: Klaver, Orgel
- Kasper Winding: trommer

### Øvrige medvirkende
- Kenneth Agerholm – basun
- Ole Hansen – trompet